# Jean-François Deniau
Jean-François Deniau (Paris, 31 de outubro de 1928 — Paris, 24 de janeiro de 2007) foi um estadista e escritor francês.

## Biografia
Em 1958, tornou-se diretor das Relações Exteriores da Comissão Europeia. Foi também o autor do prefácio do Tratado de Roma. Em 1963 foi nomeado embaixador francês na Mauritânia e, em 1967, foi indicado como um dos comissários europeus franceses da Comissão Rey. Em 1976, a pedido no rei Juan Carlos da Espanha, foi nomeado embaixador francês em Madrid.
Deniau foi responsável pelas negociações de adesão do Reino Unido, Irlanda, Dinamarca e Noruega, e pela assistência aos países em desenvolvimento.
Foi eleito para a  Academia Francesa de Letras em 9 de abril de 1992.
Morreu aos 78 anos, de complicações oriundas de um câncer do pulmão.